# Bloedsteen (mineraal)
Bloedsteen (ook wel kidney ore, rother glaskopf, bloodstone, sanguine, blutstein, eisenniere, röthel, reddle) is een vormvariëteit van hematiet (Fe2O3, ijzeroxide). 
De naam bloedsteen komt van de kleur van het poeder dat de kleur van geronnen bloed heeft en soms wordt gebruikt als polijstmiddel. De naam hematiet is afgeleid van αἷμα (haima), Oudgrieks voor bloed, omdat ook de zwarte kristallen de rode kleur afgeven als ze bekrast of verpoederd worden.

## Eigenschappen
Het mineraal komt voor als bolvormige massa's met een concentrisch gelaagde structuur waarbij de verschillende lagen bestaan uit vezeltjes en langgestrekte kristalletjes. De dichtheid van de lagen bepaalt de hardheid, hoe dichter de aparte vezeltjes op elkaar zitten hoe harder het materiaal. Het oppervlak heeft vaak een hoge metaalachtige glans en het wordt als zodanig ook gebruikt in sieraden. 
Bloedsteen is waarschijnlijk gevormd uit gels van oorspronkelijk goethiet in gossans, die door temperatuurverhoging al het geabsorbeerde water zijn kwijtgeraakt. Hydrothermale-, en gemetamorfoseerde afzettingen zijn ook mogelijkheden. Het komt bijna overal voor en geeft zijn rode kleur aan een verscheidenheid van, vooral sedimentaire-, afzettingen. De hardheid op de schaal van Mohs varieert sterk, maar voor bewerkbaar materiaal ligt die rond de 5. Dichtheid is ongeveer 5 en is ook afhankelijk van de structuur van het materiaal.